# Католицька церква в Афганістані
 Католицизм в Афганістані або Католицька Церква в Афганістані є частиною всесвітньої Римо-Католицької Церкви.

## Історія
Християнське передання каже, що на цій території проповідував апостол Фома. Точно відомо, що на території сучасного Афганістану християни вже існували у III столітті. У V столітті тут були численні несторіанські громади, що проіснували до XIV століття. Коли в 1581 році столітті сюди прибули єзуїти з Гоа, то вони виявили тут невеликі християнські громади, які вважали своїм засновником апостола Фому.
Католицька Церква в Афганістані присутня з XVIII століття, коли на службу до місцевого шаха прибували європейські найманці. Після вторгнення в Афганістан Надіршаха в XVIII столітті в Кабул стали прибувати з Персії католики-вірмени, які в кінці XIX століття були вигнані з Афганістану еміром Абдуррахманом.

### XX століття
У 1919 році Італія стала першою країною яка визнала Афганістан. На знак подяки за цей дипломатичний акт, уряд Афганістану дозволив побудувати невелику каплицю для робітників-іноземців, які працювали в той час в Кабулі. У 1928 році Римський папа Пій XI домігся від афганського уряду дозволу перебувати на території Афганістану католицькому священику, щоб той міг займатися пастирською діяльністю серед католиків-іноземців. У 1932 році піклування про католиків було доручено монахам з чернечого ордену Варнавитів.

## XXI століття
В даний час в Афганістані діє місія Sui iuris, працюють три черниці в психіатричній лікарні Кабула. З 9 травня 2006 року в Кабулі стали працювати черниці з конгрегації «Сестри Місіонерки Любові». У 2005 році Афганістан відвідав папський нунцій. Католицька громада Афганістану в основному складається з іноземців — співробітників гуманітарних і благодійних організацій. В Афганістані присутній криптохристиянство. Деякі афганці прийняли католицизм на Заході, але, повернувшись на батьківщину, змушені приховувати свою віру.
У березні 2006 року в Афганістані відбувся судовий процес над Абдулом Рахманом, якого засудили до страти за навернення в католицизм. Ця судова справа викликала широкий міжнародний резонанс.
В даний час дипломатичні відносини між Афганістаном і Ватиканом не встановлені.